# Zbójna (gmina)
Zbójna est une gmina rurale du powiat de Łomża, Podlachie, dans le nord-est de la Pologne. Son siège est le village de Zbójna, qui se situe environ 22 km au nord-ouest de Łomża et 93 km à l'ouest de la capitale régionale Białystok.
La gmina couvre une superficie de 185,77 km2 pour une population de 4 339 habitants.

## Géographie
La gmina inclut les villages de Bienduszka, Dębniki, Dobry Las, Dobry Las-Leśniczówka, Gawrychy, Gontarze, Jagłowiec, Jurki, Kuzie, Laski, Nowogród, Osowiec, Osowiec-Leśniczówka, Pianki, Piasutno Żelazne, Piasutno Żelazne-Leśniczówka, Popiołki, Poredy, Poredy-Leśniczówka, Ruda Osowiecka, Siwiki, Sosnowy, Stanisławowo, Tabory-Rzym, Wyk et Zbójna.
La gmina borde les gminy de Kadzidło, Kolno, Lelis, Łyse, Mały Płock, Miastkowo, Nowogród et Turośl.